# Liste der Monuments historiques in Verneuil-Petit
Die Liste der Monuments historiques in Verneuil-Petit führt die Monuments historiques in der französischen Gemeinde Verneuil-Petit auf.

## Liste der Objekte
| Bezeichnung                          | Beschreibung | Standort                       | Kennzeichnung | Schutzstatus | Datum | Bild |
| ------------------------------------ | --- | ------------------------------ | ------------- | ------------ | ----- | ---- |
| Hauptaltar                           | Altartisch, Retabel, Skulptur Heiliger Martin und zwei Tafelbilder; Holz, farbig gefasst und vergoldet, sowie Ölfarbe auf Holz, 17. Jahrhundert | in der Kirche St-Martin (Lage) | PM55001360    | Classé       | 2000  |      |
| Skulptur Heilige Helena              | Holz, farbig gefasst, 18. Jahrhundert | in der Kirche St-Martin (Lage) | PM55002517    | Inscrit      | 2003  |      |
| Kreuzweg                             | Ölfarbe auf Kupfer, Holzrahmen, um 1935 von Lucien Lantier                                                                                      | in der Kirche St-Martin (Lage) | PM55002690    | Inscrit      | 2010  |      |
| Skulptur Heiliger Sebastian          | Holz, farbig gefasst, 18. Jahrhundert | in der Kirche St-Martin (Lage) | PM55002521    | Inscrit      | 2003  |      |
| Skulptur Paulus                      | Holz, farbig gefasst, 18. Jahrhundert | in der Kirche St-Martin (Lage) | PM55002526    | Inscrit      | 2003  |      |
| Epitaph für den Pfarrer Pognon       | Stein, 17. Jahrhundert | in der Kirche St-Martin (Lage) | PM55000719    | Classé       | 1956  |      |
| Epitaph für Henry Pierrot            | Stein, bezeichnet 1763 | in der Kirche St-Martin (Lage) | PM55002523    | Inscrit      | 1993  |      |
| Skulptur Heiliger Donatus            | Holz, farbig gefasst, 18. Jahrhundert | in der Kirche St-Martin (Lage) | PM55002520    | Inscrit      | 2003  |      |
| Skulptur Heiliger Raimund            | Holz, farbig gefasst, 18. Jahrhundert | in der Kirche St-Martin (Lage) | PM55002525    | Inscrit      | 2003  |      |
| Skulptur Heiliger Ronan von Locronan | Holz, farbig gefasst, 18. Jahrhundert | in der Kirche St-Martin (Lage) | PM55002519    | Inscrit      | 2003  |      |
| Skulptur Heiliger Eligius            | Holz, farbig gefasst, 18. Jahrhundert | in der Kirche St-Martin (Lage) | PM55002522    | Inscrit      | 2003  |      |
| Skulptur Heiliger Hubertus           | Holz, farbig gefasst, 18. Jahrhundert; im Kathedralschatz in Verdun deponiert                                                                   | in der Kirche St-Martin (Lage) | PM55002518    | Inscrit      | 2003  |      |
| Skulptur Heilige Fides               | Holz, farbig gefasst, 18. Jahrhundert | in der Kirche St-Martin (Lage) | PM55002524    | Inscrit      | 2003  |      |